# Demeton-S-metil
Demeton-S-metil é um organotiofosfato inseticida e acaricida.